# Margaret (tijdschrift)
Margaret (マーガレット, Māgaretto) is een tweewekelijks Japans shojo manga tijdschrift dat gepubliceerd wordt door Shueisha. Het richt zich vooral op meisjes tussen elf en vijftien jaar, maar bevat ook volwassen verhalen.

## Geschiedenis
Margaret werd opgericht in 1963. Toen was het nog een wekelijks magazine. Manga uitgegeven in Margaret worden later verzameld in tankōbon volumes onder het Shueisha label Margaret Comics. Reeksen van het zusterblad Bessatsu Margaret worden onder ditzelfde label uitgegeven. Sinds 1988 wordt Margaret op de vijfde en twintigste van elke maand uitgegeven.
In 2009 gingen 154.584 exemplaren van Margaret over de toonbank. Van 1988 tot 2016 had het magazine een Engelstalig logo: Margaret in plaats van マーガレット (Māgaretto). In 2016 werd dit terug veranderd naar マ➰ガレット. Vanaf dan werd het tijdschrift ook online uitgegeven.